# 你不孤單
〈你不孤單〉（英語："You Are Not Alone"）发行于1995年8月，是迈克尔·杰克逊的专辑《他的歷史：昨日，今日，明日——第一輯》中的第二首单曲。这首R&B情歌是由劳·凯利所作，反映他个人生活中的困难时期。他后来把样本唱片给杰克逊，杰克逊喜欢这首歌，并决定与劳·凯利一起制作它。杰克逊对这首歌的兴趣也与当时他个人生活中发生的事有关。

## 簡介
〈你不孤單〉是一首关于爱情和分隔的R&B歌谣，它是由劳·凯利谱寫。凯利在失去了他生活中亲近的人后写了这首歌。杰克逊与凯利联系，问他是否有可用的材料。能与偶像一起工作，凯利很高兴，于是凯利就给了他这首歌的磁带录音。而后杰克逊同意与他一起工作。在给杰克逊的那盘Demo中，凯利模仿杰克逊的唱腔来唱这首歌。他说：“我想象我就是他。我成为了他。我想让他也有这种感觉。”杰克逊觉得这个解释很有趣。

## 音樂錄影帶
〈你不孤單〉的MV由 Wayne Isham 导演。它以一群狗仔队拍摄杰克逊的照片的场景开始。接着情节集中于两个场景：半裸的杰克逊与他当时的妻子 Lisa Marie Presley 在一庙宇中亲热，杰克逊在一空剧院中演唱这首歌。杰克逊也单独出现在其他场景中，比如沙漠和山顶。而在HIStory on Film, Volume II的扩展版中，开头增加了杰克逊以他妻子的守护天使形象（特效加上了白色羽翼）出现的场景。
Taraborrelli评论道：“〈你不孤單〉唯一的问题是它的异乎寻常的MV。......其中的半裸没有意义且有点令人不安，看的人会希望他们把衣服穿上。”后来Presley表示有点后悔出演该MV，说“在迈克尔·杰克逊的MV中现身是有些酷的。”

## 單曲成績
〈你不孤單〉在美國《公告牌》百強單曲榜排行上打破了歷史一系列的紀錄，它成為美國單曲榜歷史上第一支首周進榜即勇奪冠軍的單曲，並在前5名停留了9周，前15名停留了11周。
〈你不孤單〉在R&B單曲榜首周亦空降冠軍，並在榜首位置停留4周。電臺點播率極為卓越，在Hot 100電臺R&B點播榜上最高排名是7周冠軍。在新西蘭，愛爾蘭，法國，瑞士以及歐洲榜上都拿到了冠軍，其中在歐洲榜的榜首位置停留6周。